# 桐梓小西湖
桐梓小西湖是一个位于中国贵州省桐梓县的湖泊，面积约为0.1平方千米。